# Rio Branco FC
Rio Branco Football Club, zwany po prostu Rio Branco, jest brazylijskim klubem piłkarskim z siedzibą w mieście Rio Branco w stanie Acre.

## Osiągnięcia
- Copa Norte: 1997
- Mistrz stanu Campeonato Acreano (28): 1947, 1950, 1951, 1955, 1956, 1957, 1961, 1962, 1964, 1971, 1973, 1977, 1979, 1983, 1986, 1992 ,1994, 1997, 2000, 2002, 2003, 2004, 2005, 2007, 2008, 2010, 2011, 2012

## Historia
Klub został założony dnia 8 czerwca 1919 przez prawnika Luiza Mestrinho Filho, krewnego gubernatora stanu Acre Gilberto Mestrinho.
W roku 1947 klub zdobył swój pierwszy tytuł – mistrzostwo stanu Acre (Campeonato Acreano.
Od 1955 do 1957 Rio Branco wygrał trzy stanowe mistrzostwa z rzędu.
W roku 1997 Rio Branco wygrał pierwszą edycję Copa Norte, pokonując w finale drużynę Remo ze stanu Pará. Rio Branco uzyskał w tym roku prawo występu w Copa CONMEBOL, gdzie klub wyeliminowany został w pierwszej rundzie przez kolumbijski Tolima Ibagué po rzutach karnych.
Od roku 2002 do 2005 Rio Branco wygrało 4 stanowe mistrzostwa z rzędu.